# Biserica reformată din Band

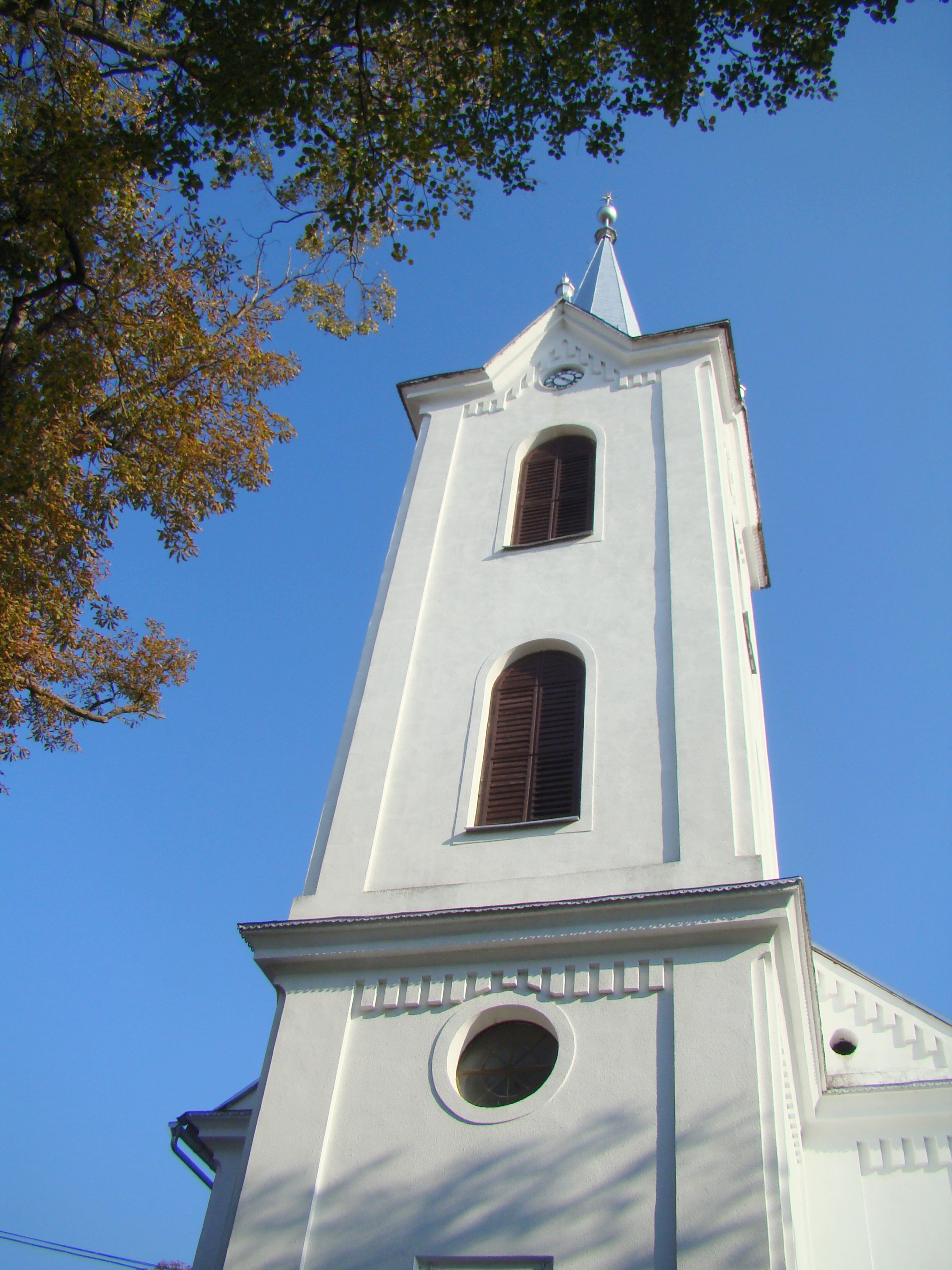
Biserica reformată din Band (octombrie 2019)

Biserica reformată din Band este un lăcaș de cult aflat pe teritoriul satului Band, comuna Band. A fost construită în 1884, înlocuind vechea biserică medievală.

## Localitatea
Band (în maghiară Mezőbánd) este satul de reședință al comunei cu același nume din județul Mureș, Transilvania, România. Satul Band este atestat documentar în anul 1332

## Biserica
În 1332 avea o biserică parohială, preotul său,  Péter, fiind menționat în lista dijmelor papale. În Evul Mediu era un sat catolic pur, așa cum este indicat de un hrisov din 1484, potrivit căruia era o așezare secuiească. În momentul Reformei Protestante întreaga populație avea să fie reformată,  împreună cu biserica. Biserica veche se afla în partea de sud-est a satului. În 1884 a fost demolată, fiind construită actuala biserică. Turnul său a fost finalizat în 1888.

## Imagini din exterior

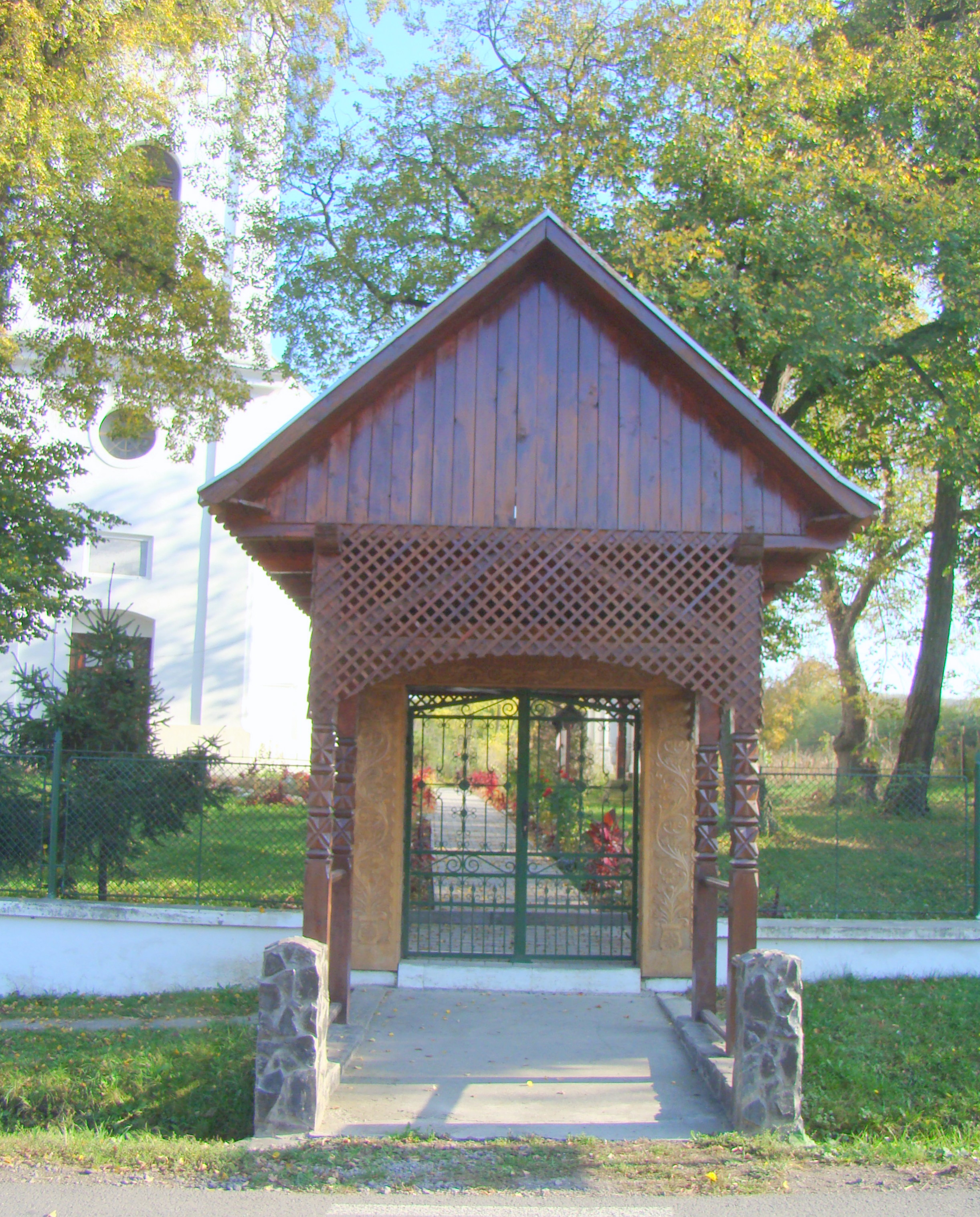
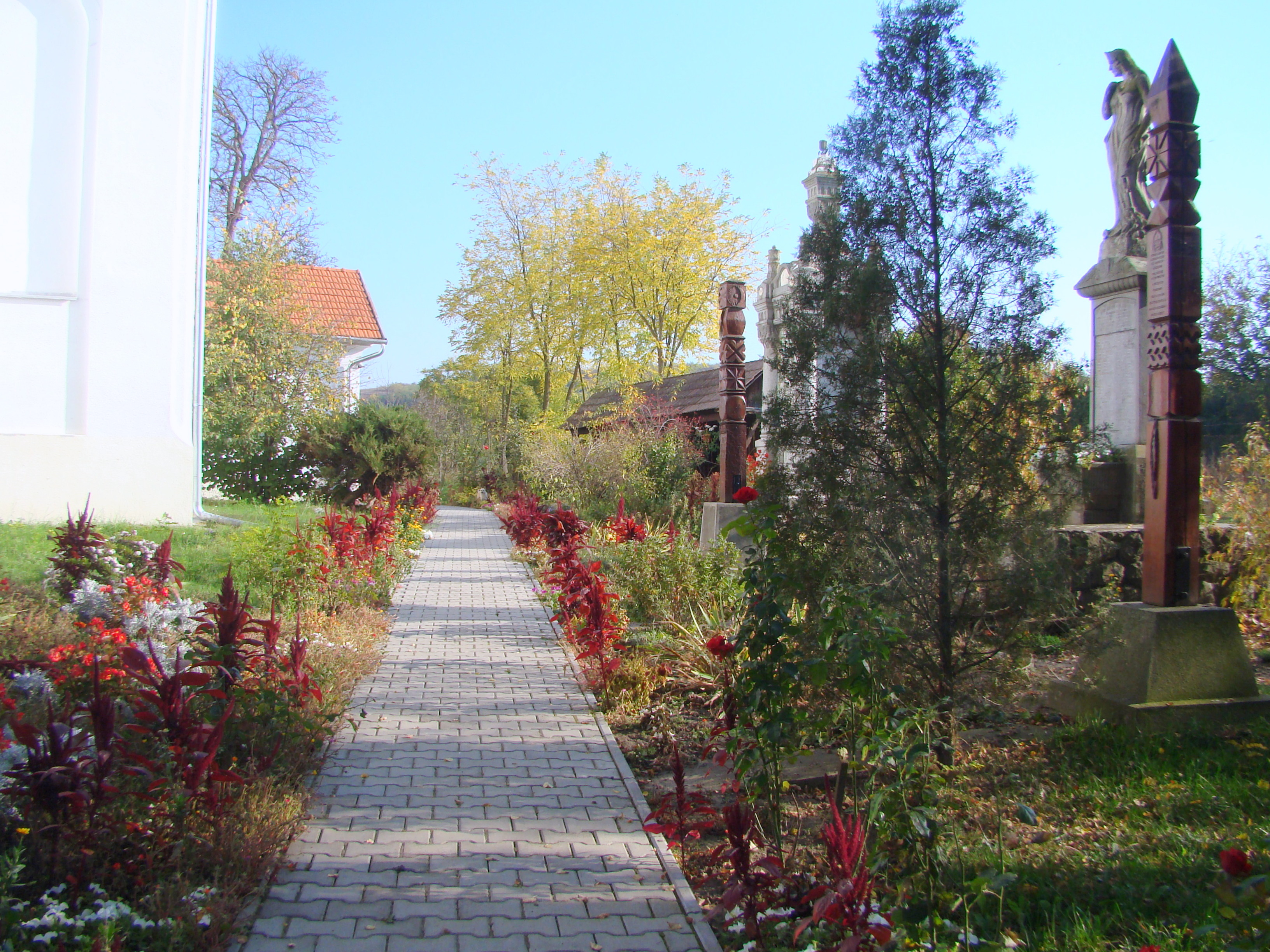
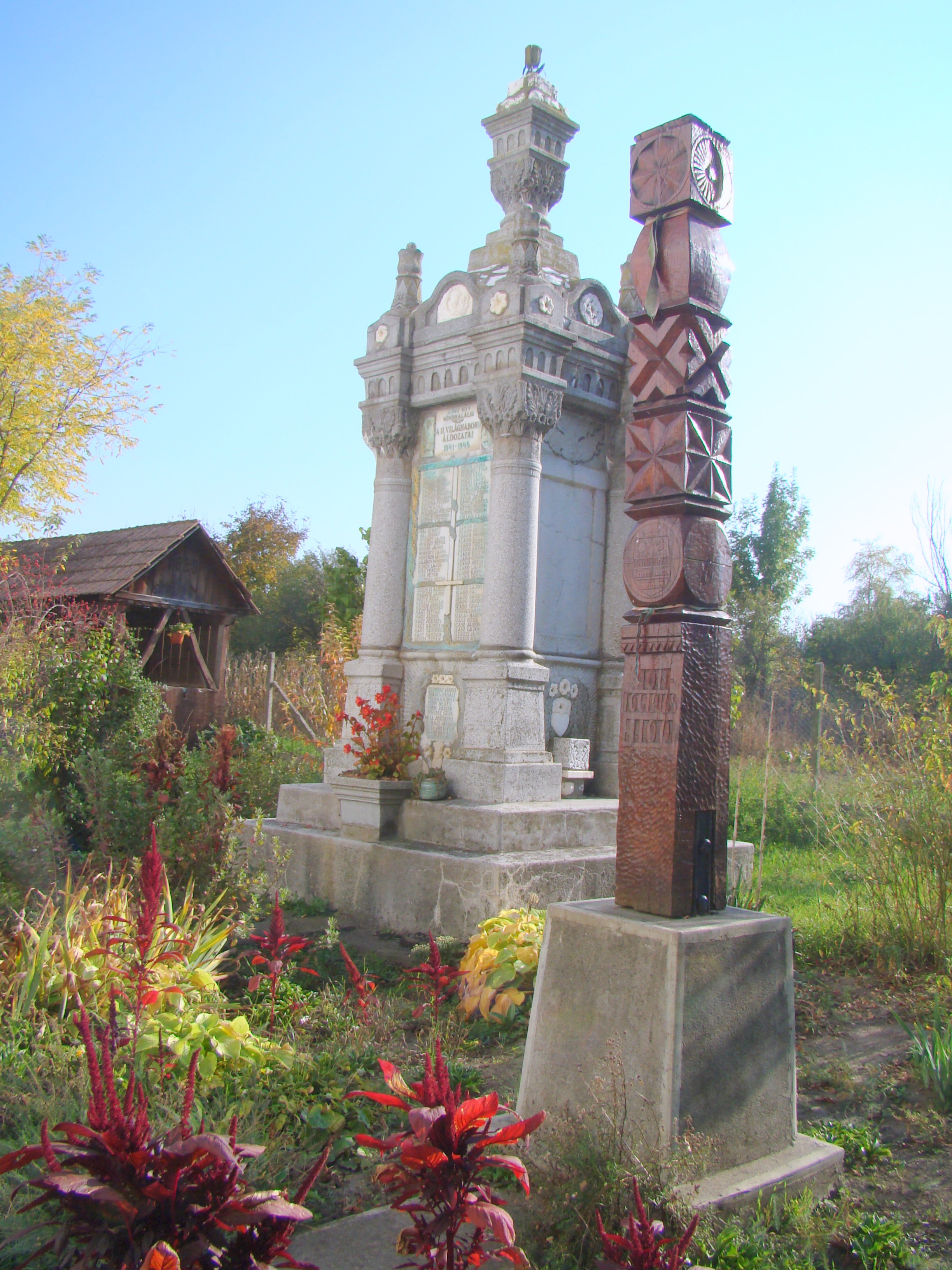
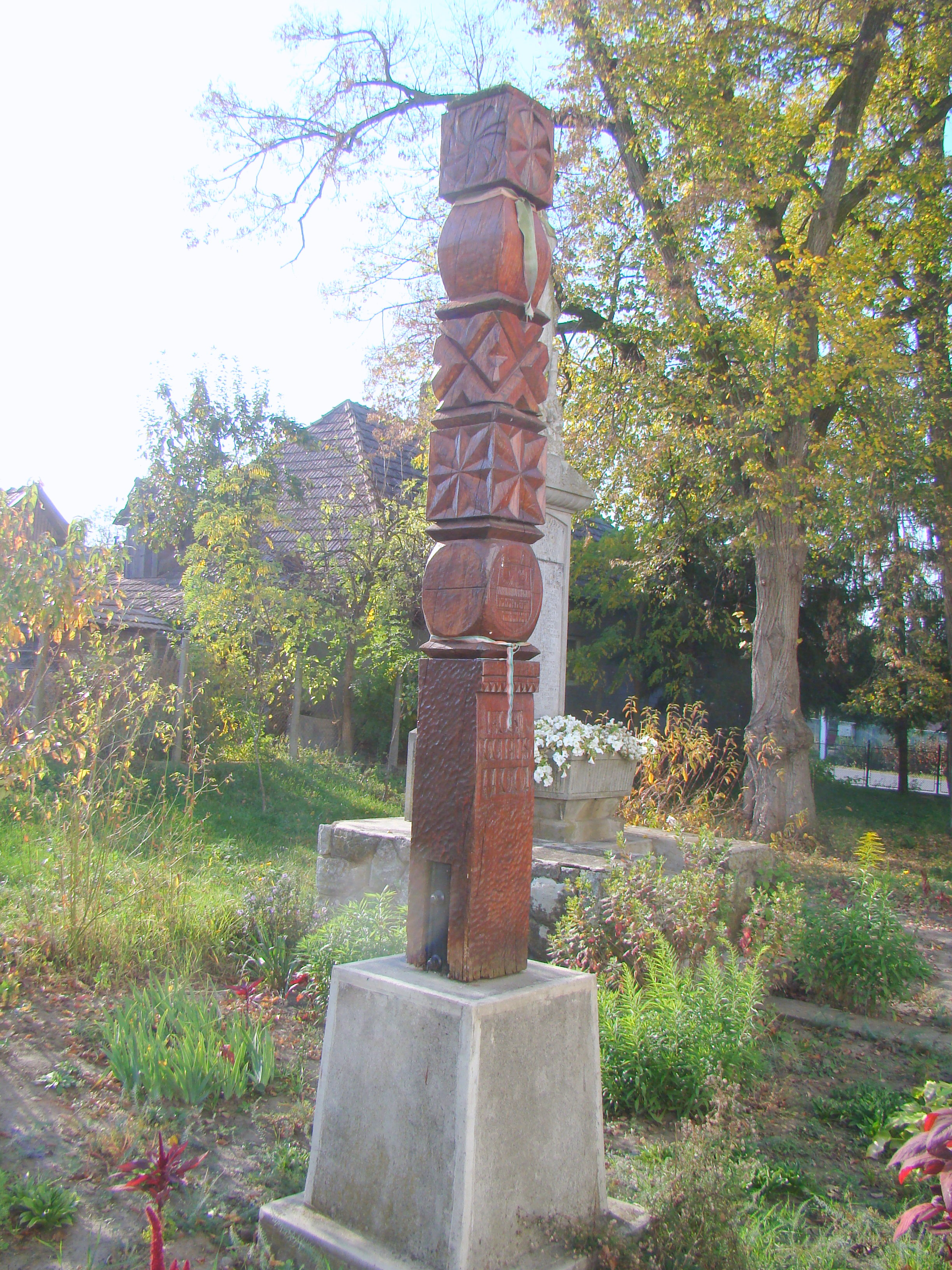
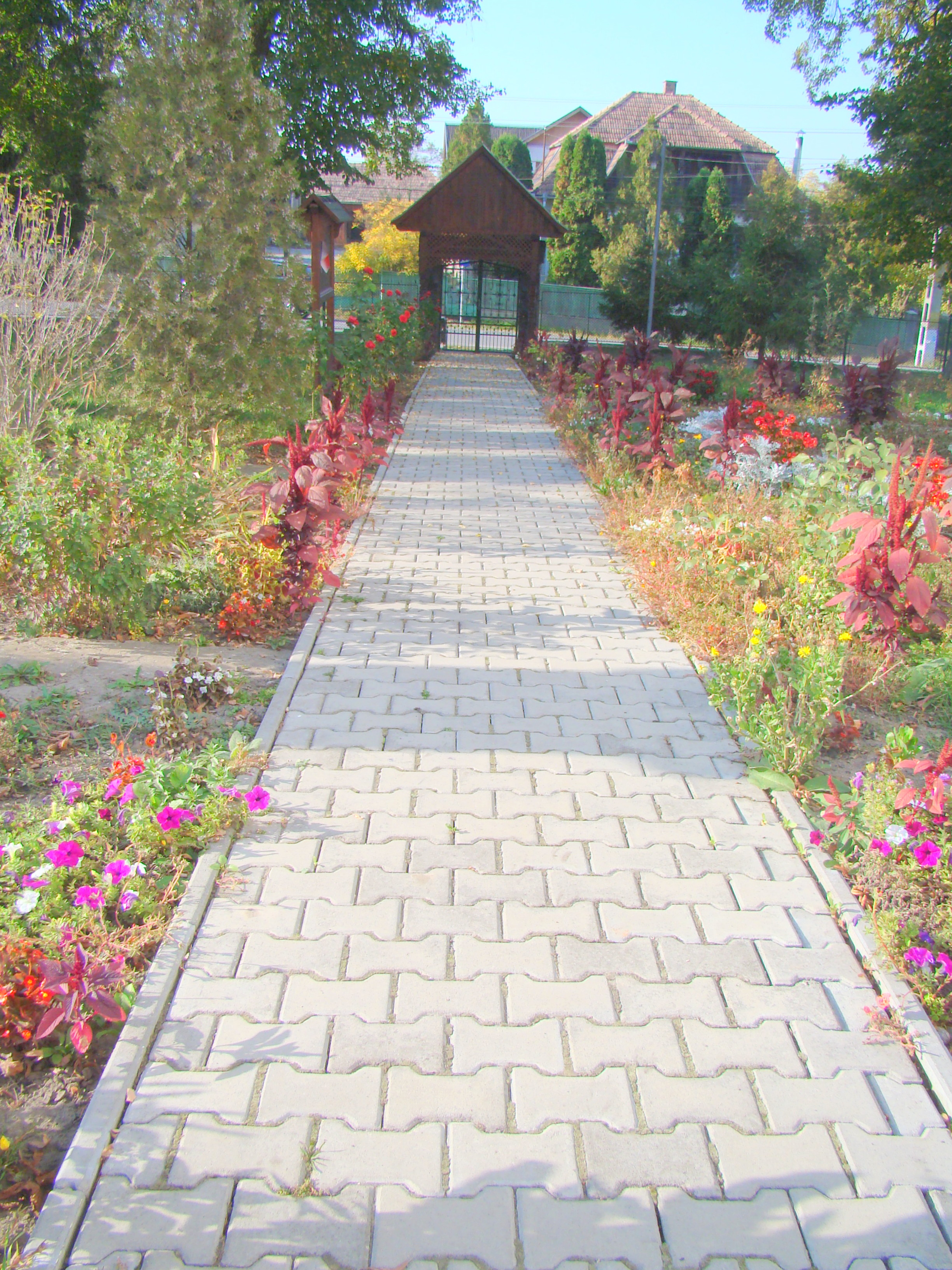
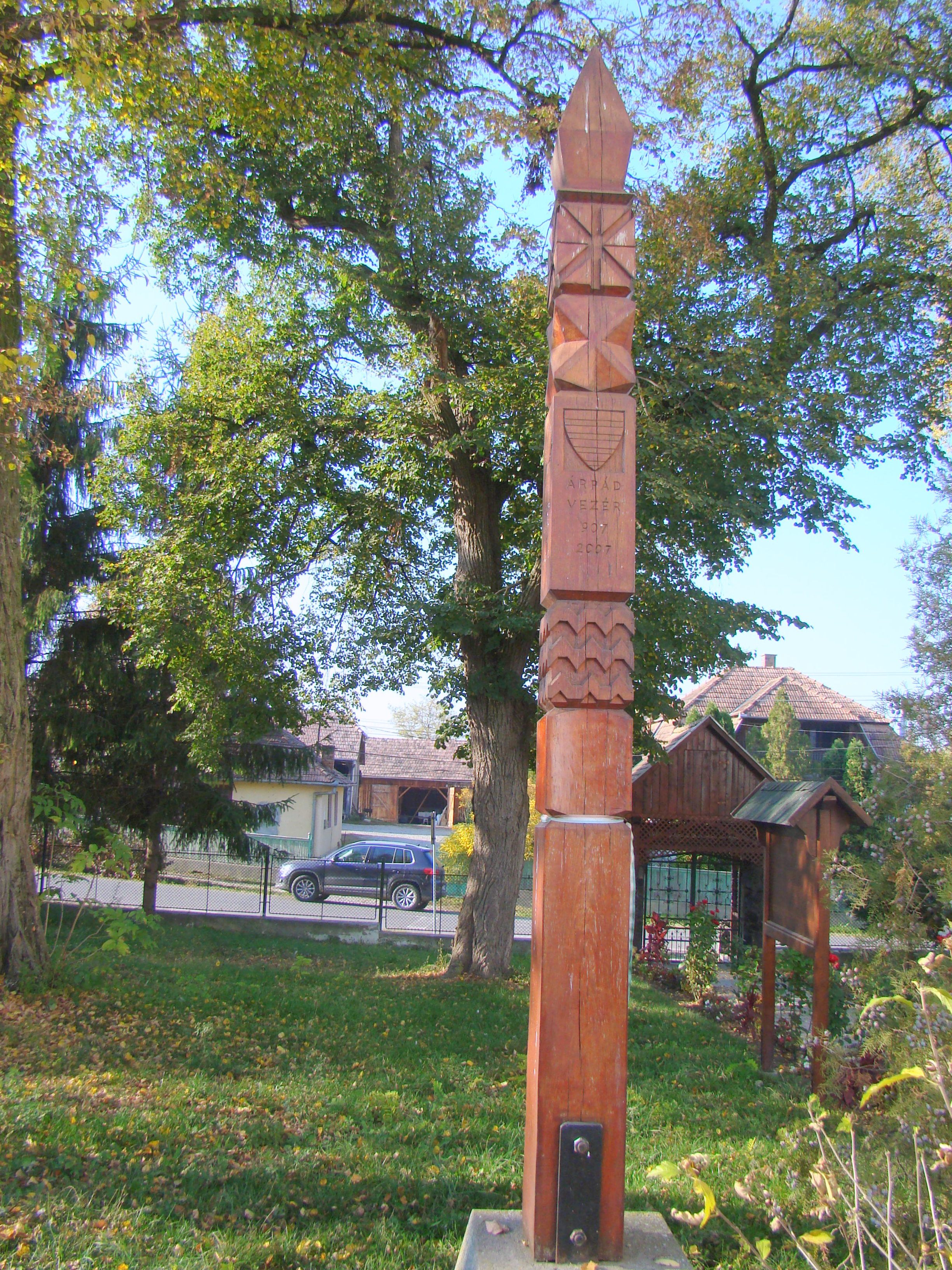

## Vezi și
- Band, Mureș

## Imagini din interior

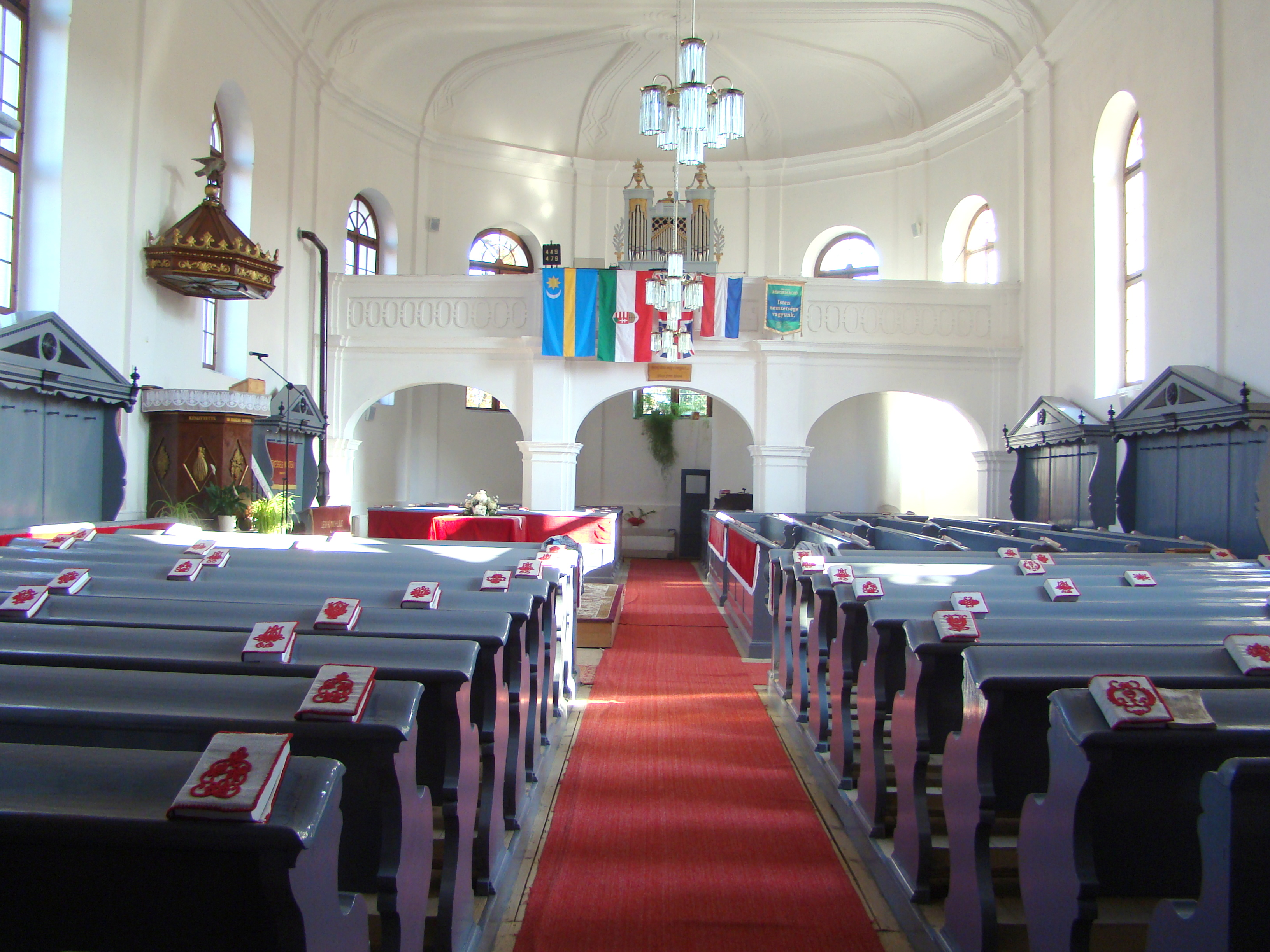
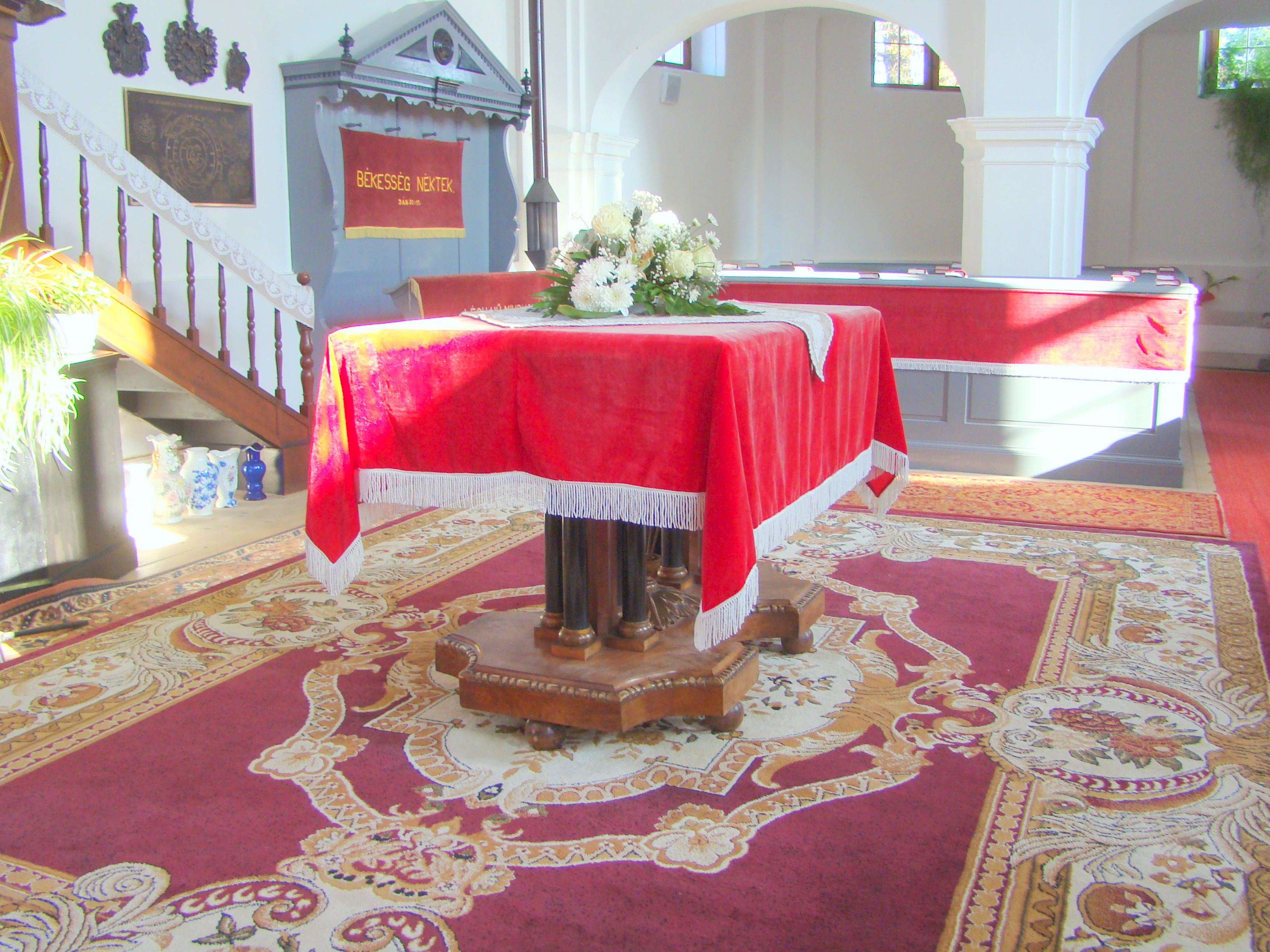
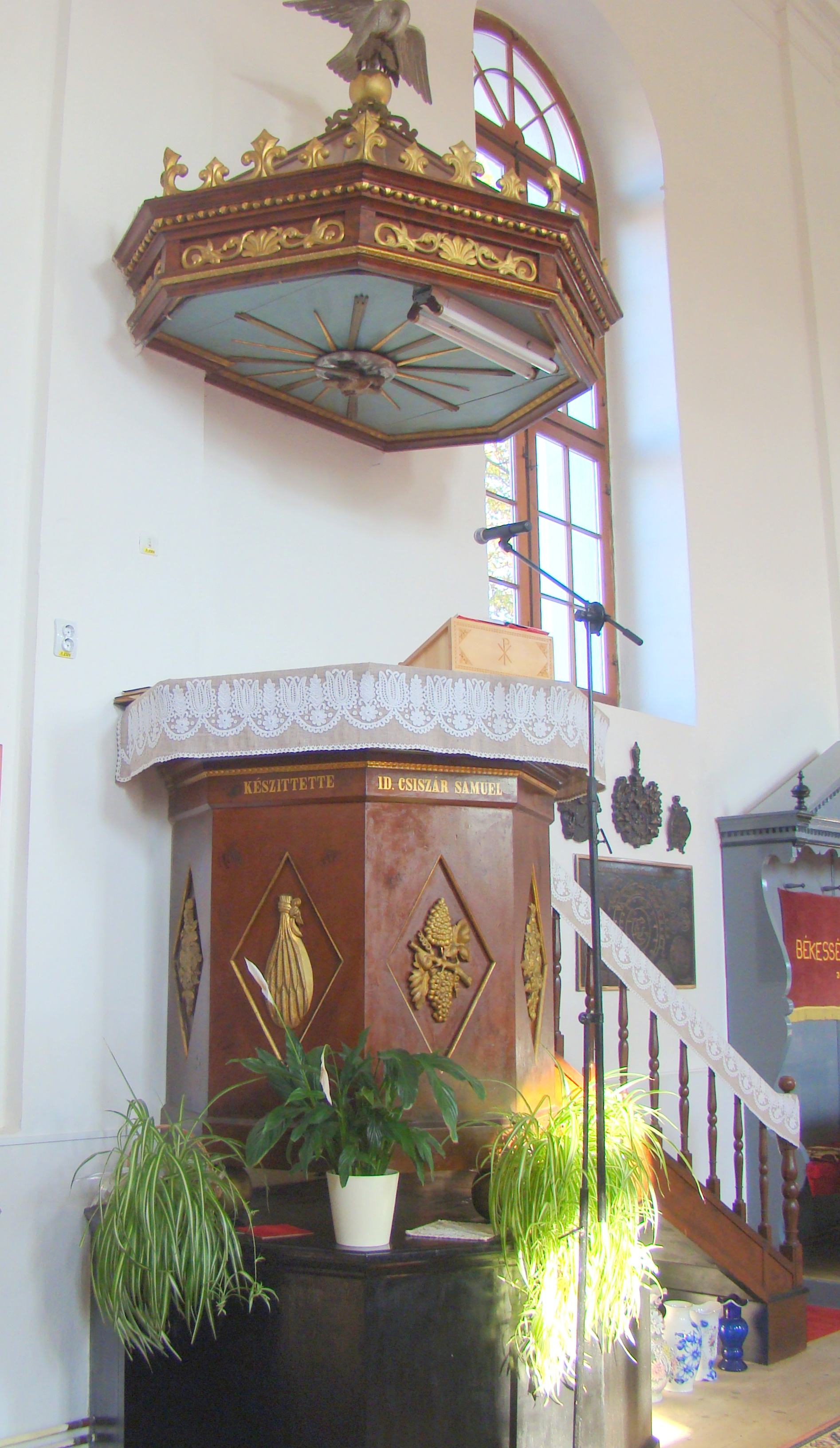
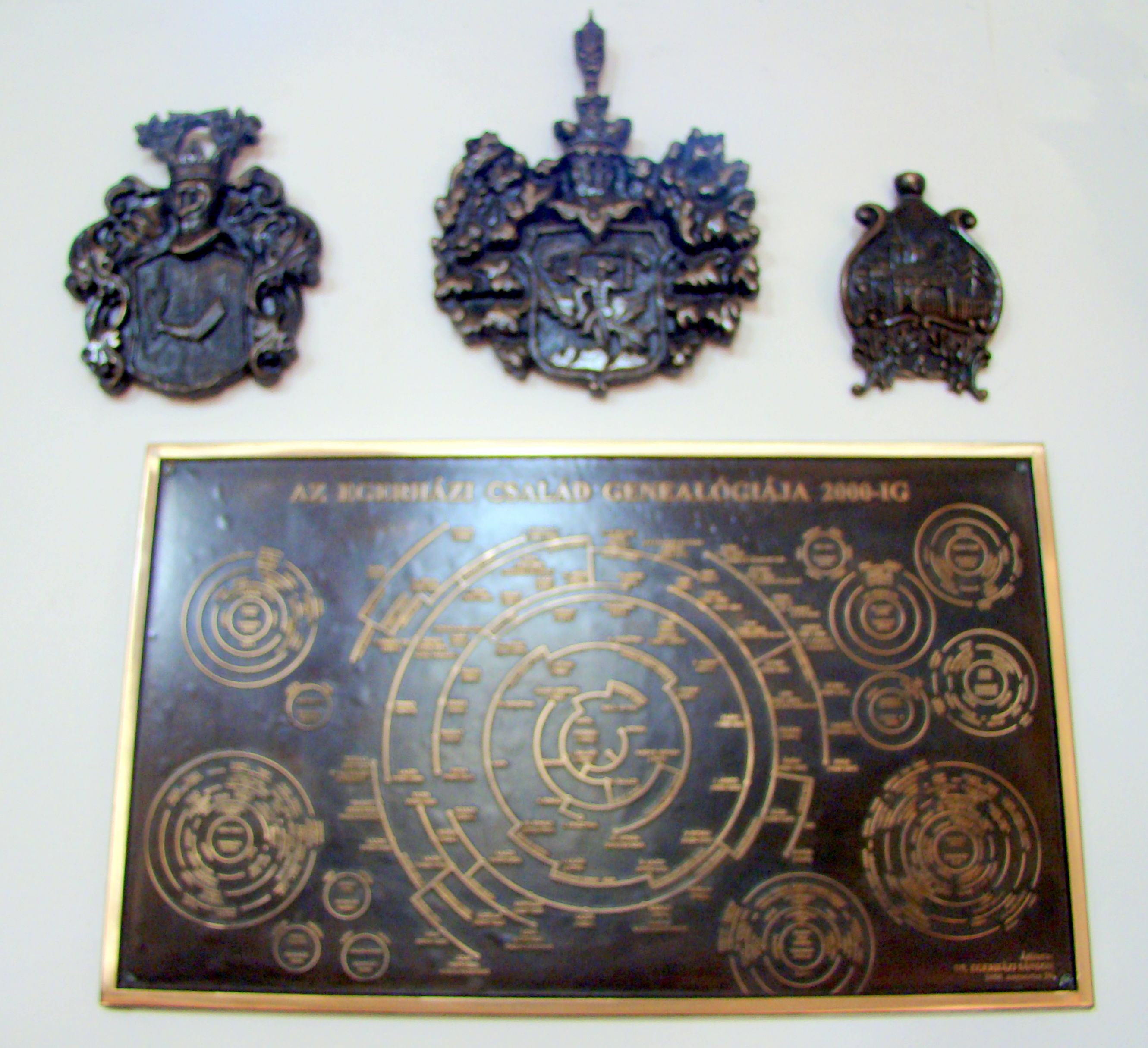
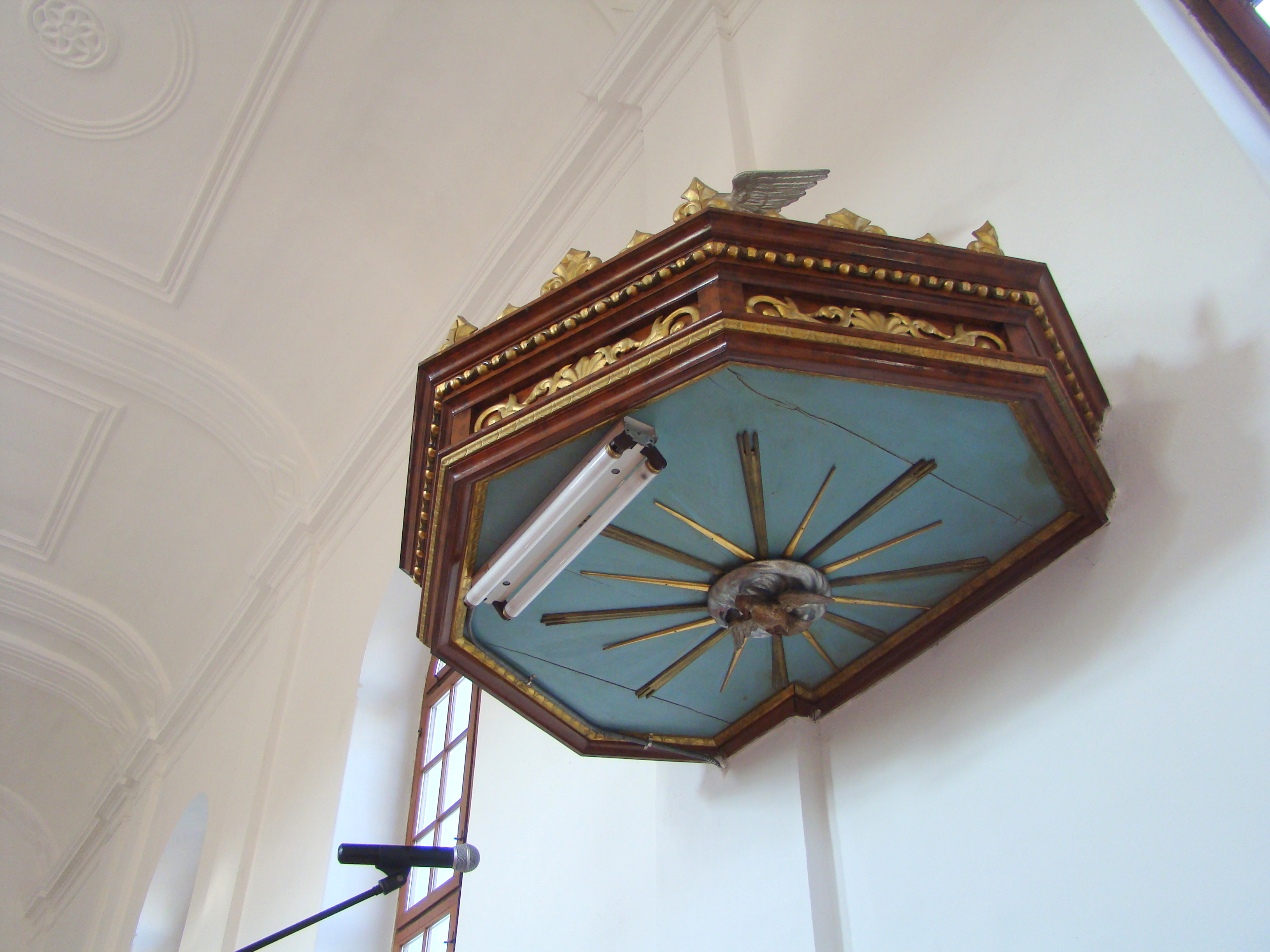
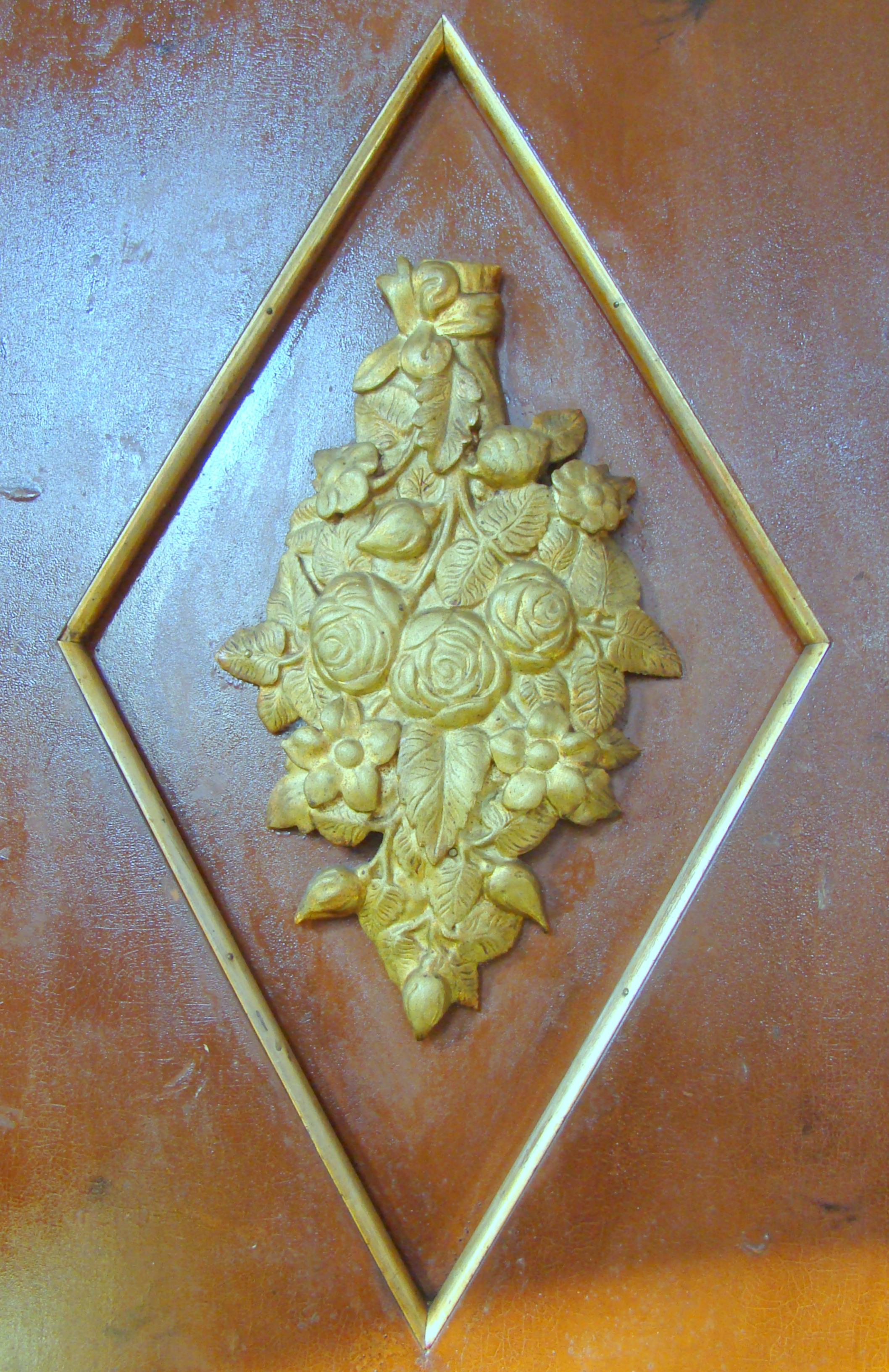
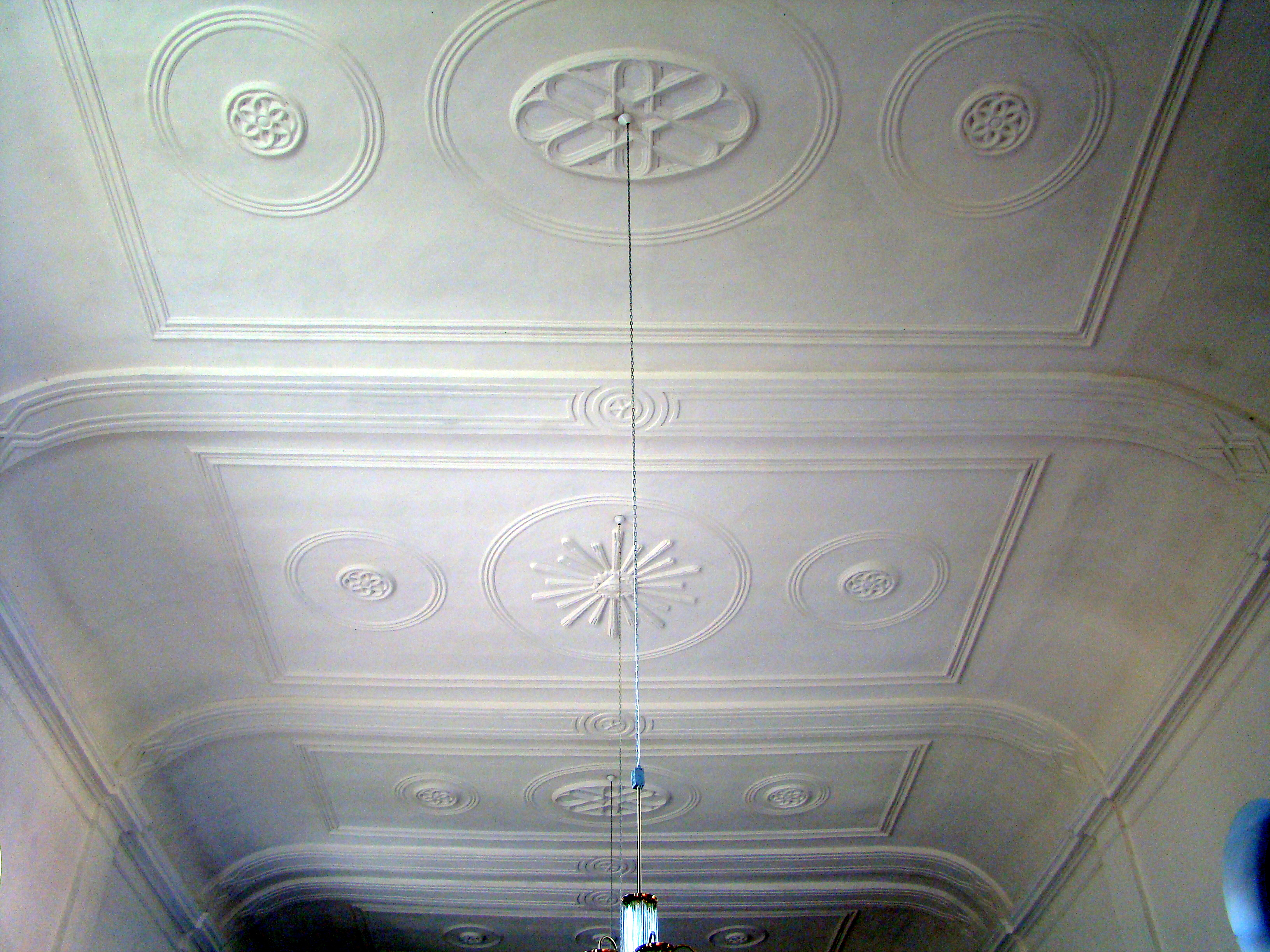
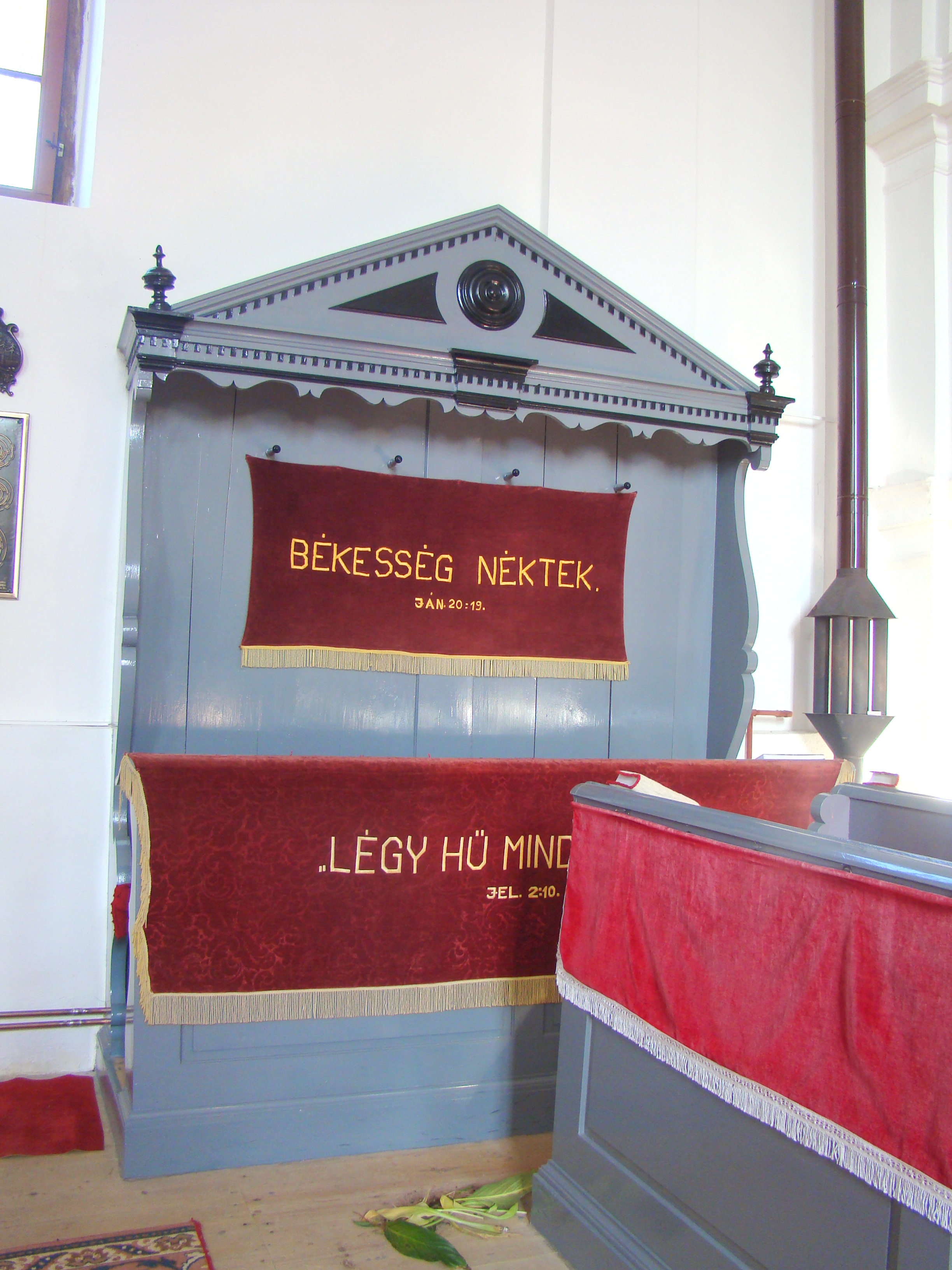
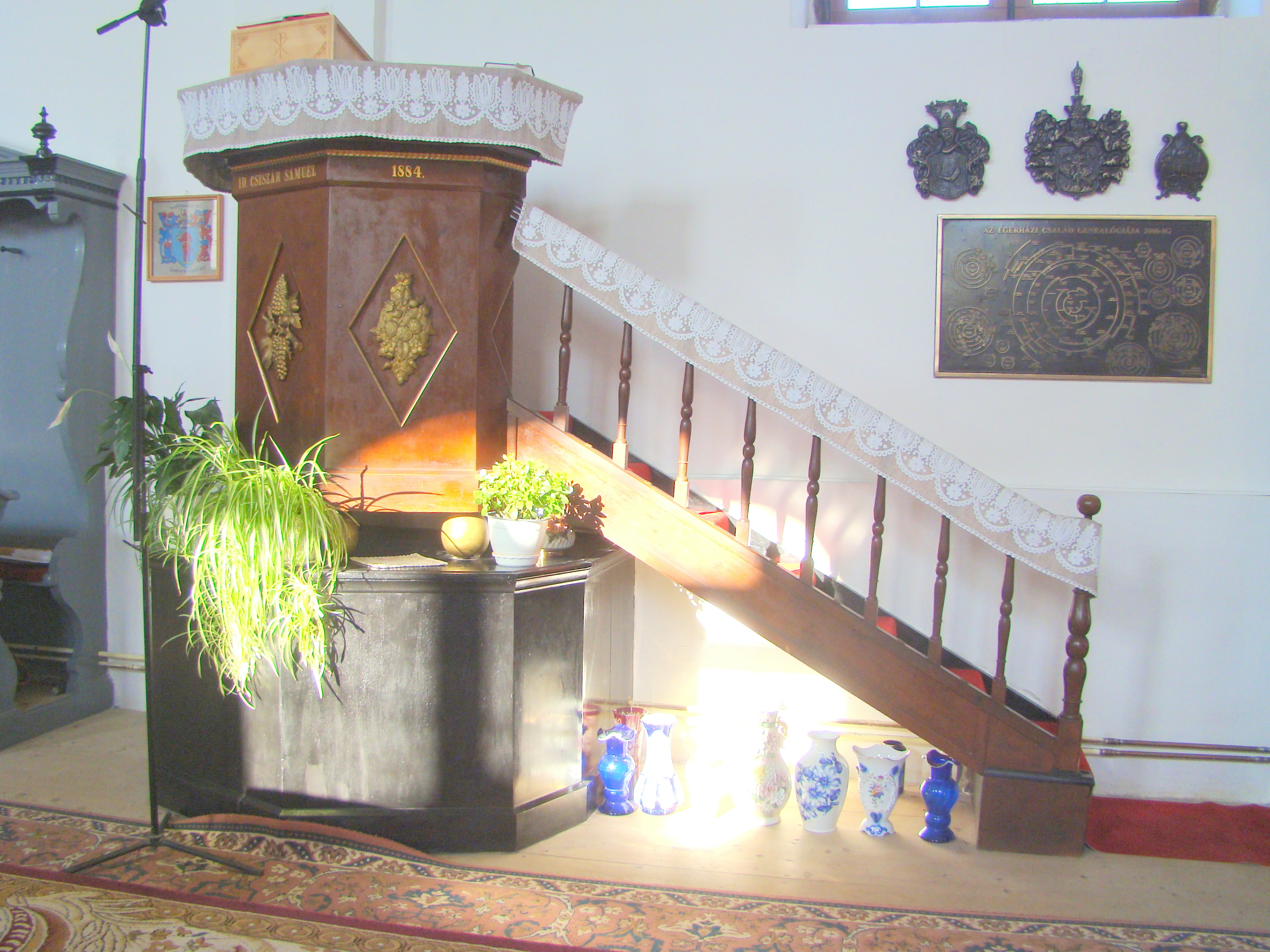
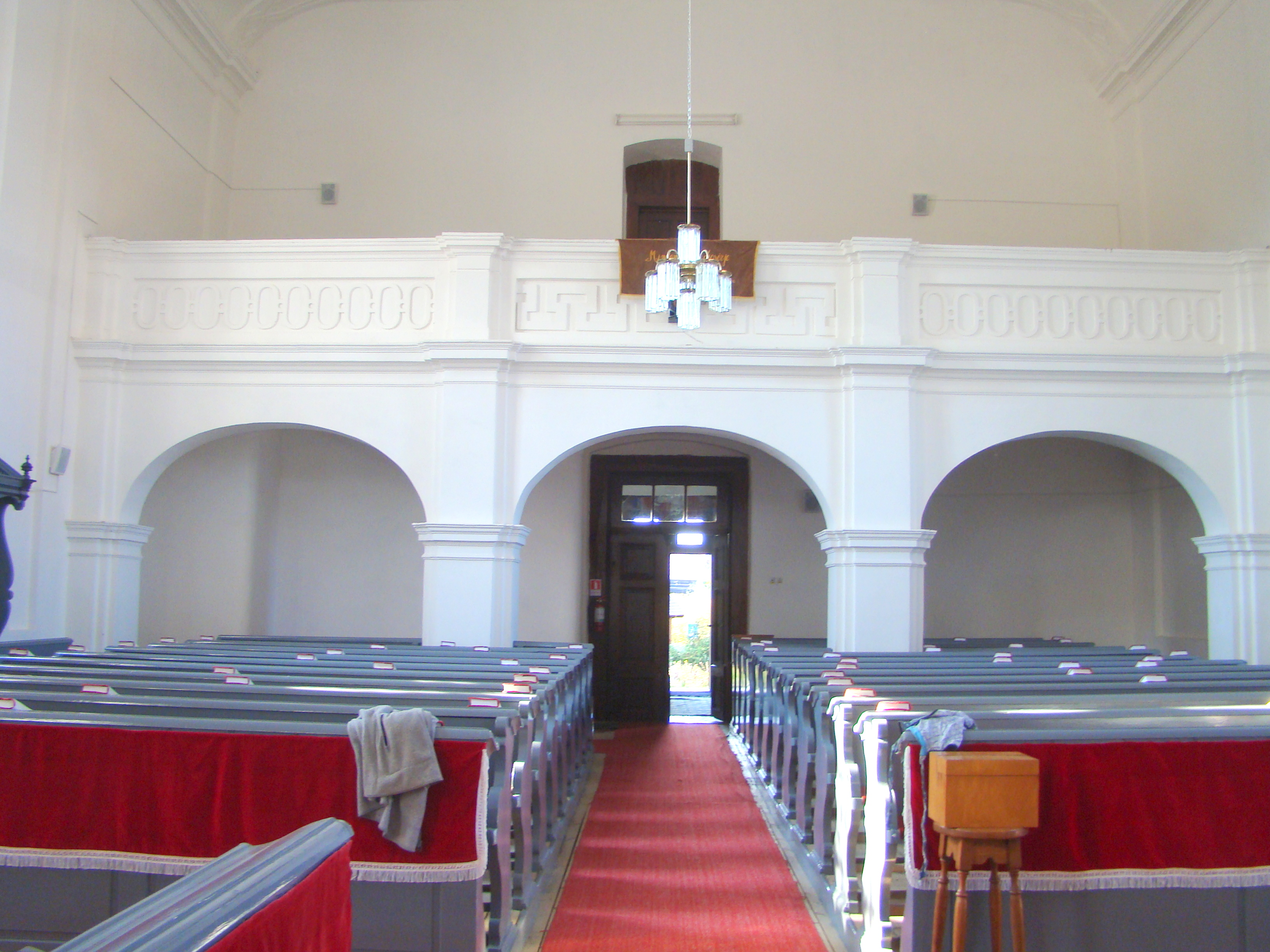
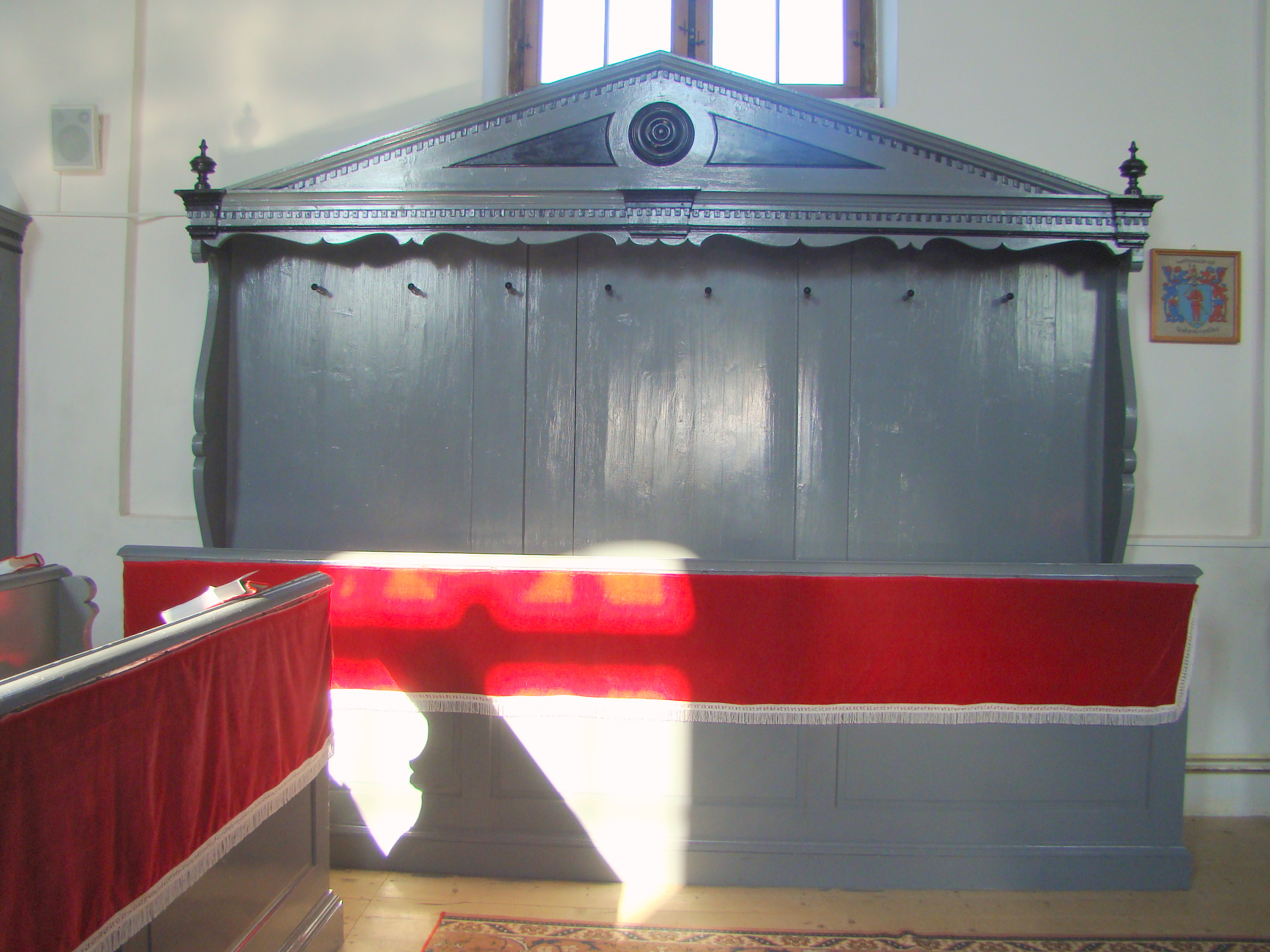
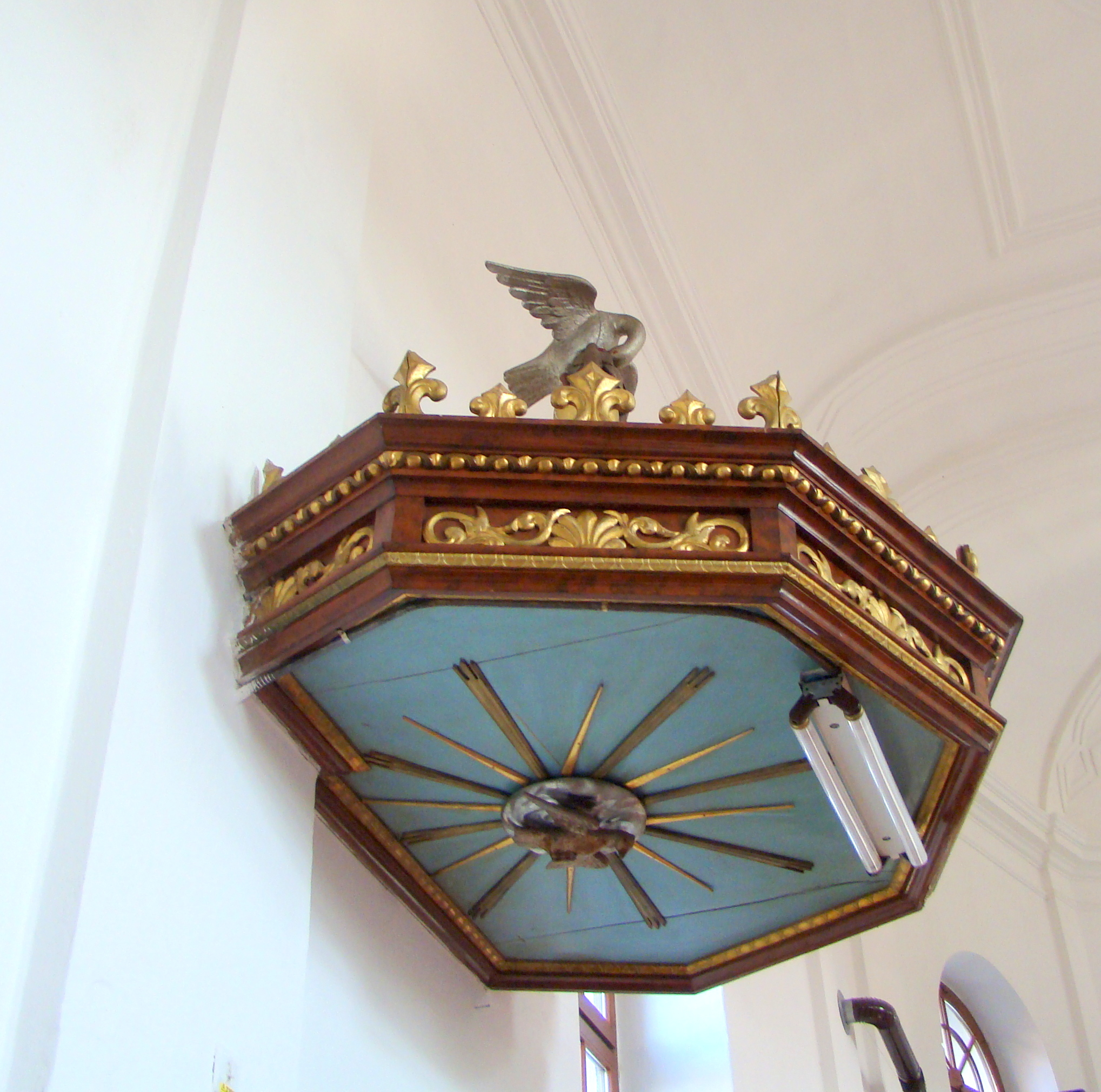
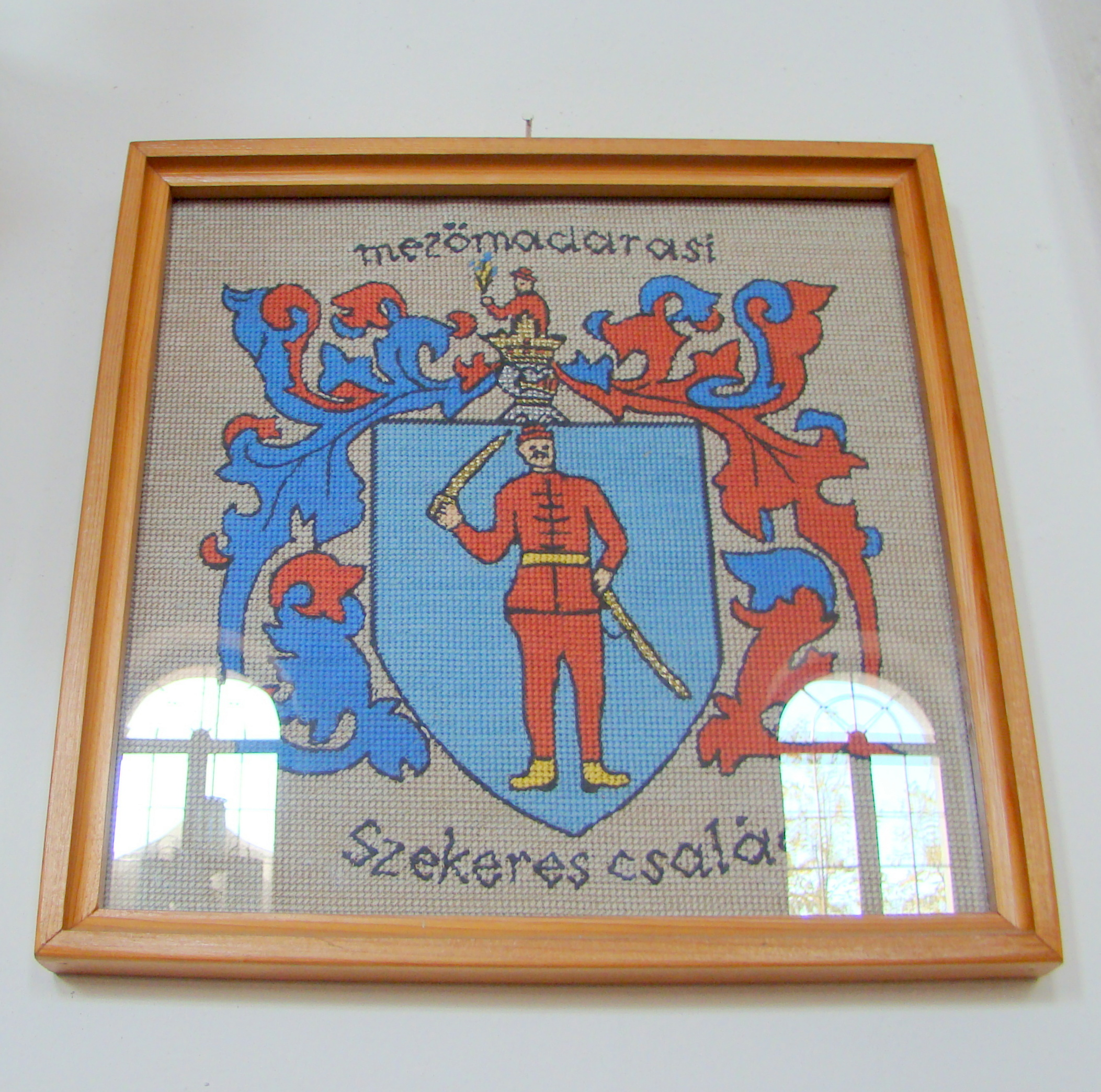
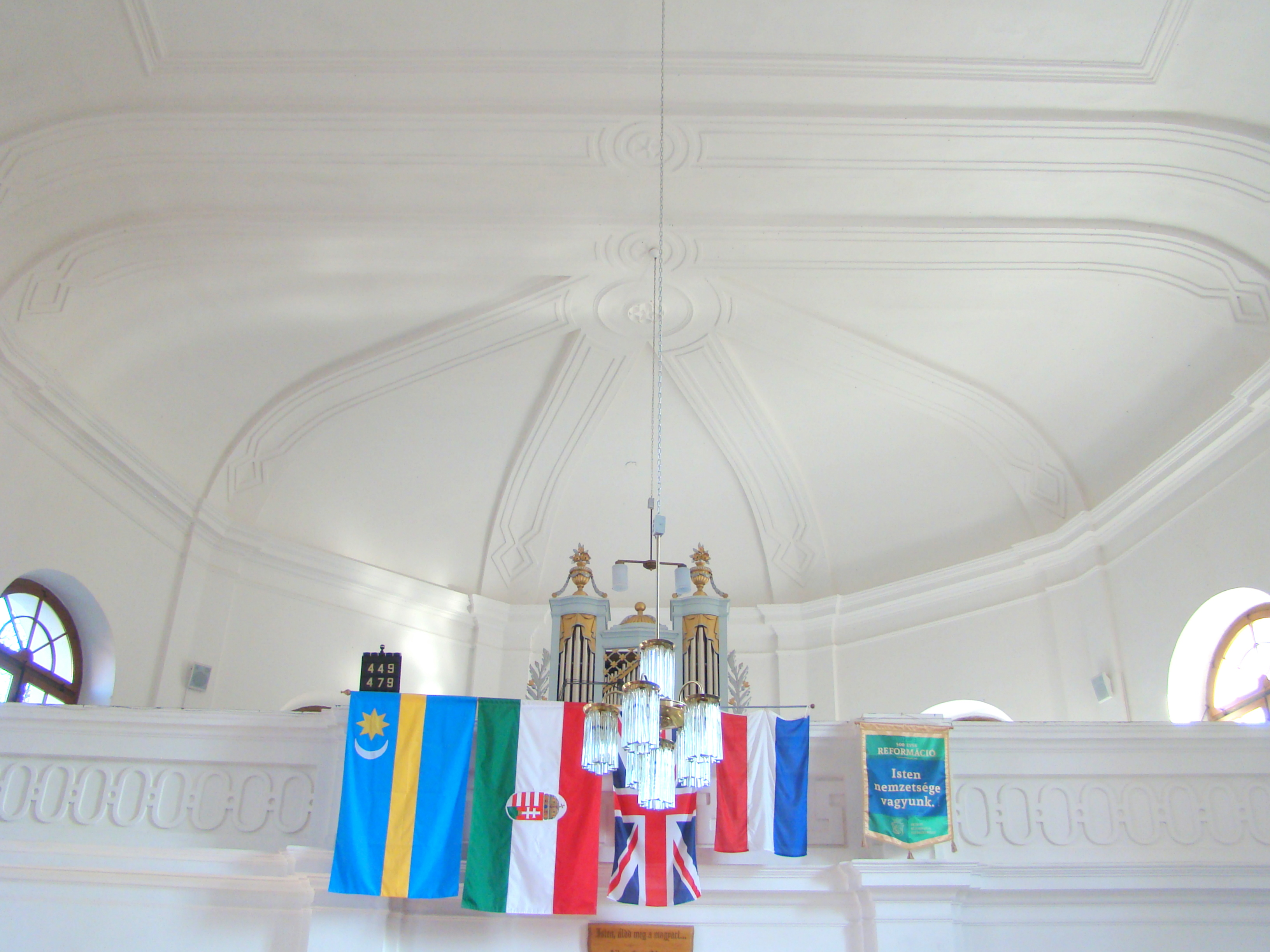
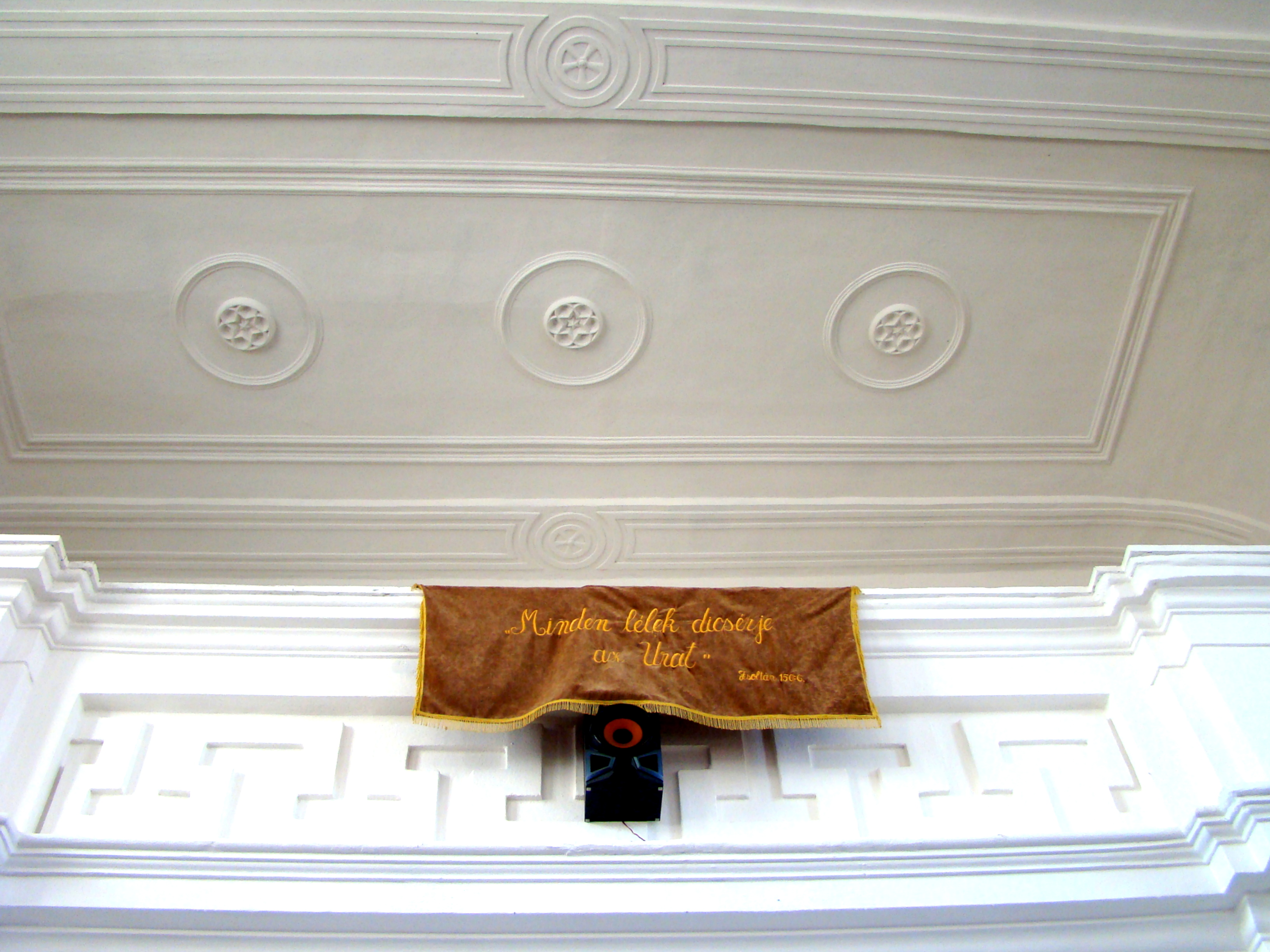
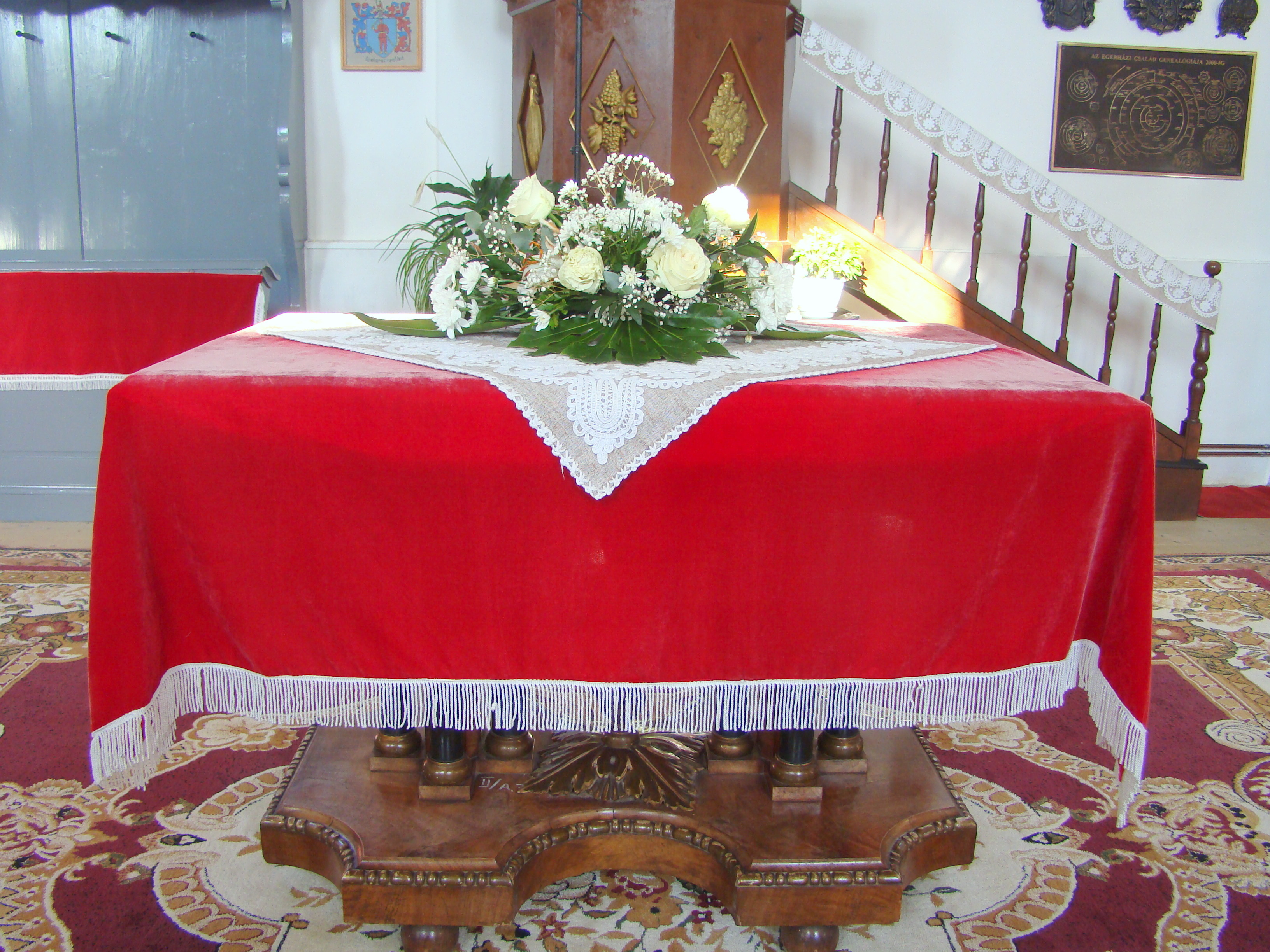
Masa Domnului